# 瓦妮·萨拉久·拉奥
瓦妮·萨拉久·拉奥（1968年6月22日—），印度外交官，現任印度駐意大利兼駐聖馬力諾大使，曾任印度駐芬蘭兼駐愛沙尼亞大使等職務。

## 經歷
1968年6月22日，瓦妮·萨拉久·拉奥生於海得拉巴。她擁有海得拉巴大學的政治學碩士學位，以及聖荷西州立大學的環境研究碩士學位。
1994年，拉奧加入印度外事服務。她曾在印度駐墨西哥和瑞典的大使館任職，並在印度外交部歐洲西部事務司擔任副處長，以及美洲司副司長。2011年至2014年，任印度駐以色列大使館副團長。2014年至2017年，在印度外交部任聯秘，主導與印度僑民交流的各項計劃和倡議。2017年7月25日至2020年7月15日，拉奧擔任印度駐芬蘭和愛沙尼亞大使，她是首位擔任駐外大使的泰盧固女性。2020年8月至2024年3月，她領導印度外交部的美洲司，負責印度與美國、加拿大及四方安全對話框架的關係。
2023年10月27日，拉奥被任命为印度驻意大利大使。2024年4月3日，正式就任印度駐意大利和聖馬力諾大使。

## 個人生活
拉奧會說英語、泰盧固語、印地語和西班牙語。已婚，育有一女，丈夫是一位技術顧問，為新創企業和成熟公司提供新興技術建議。